# Asura samboanganus
Asura samboanganus är en fjärilsart som beskrevs av Embrik Strand 1922. Asura samboanganus ingår i släktet Asura och familjen björnspinnare. Inga underarter finns listade i Catalogue of Life.